# François Rigordi
François Rigordi (ou Rigordy), né le 16 mars 1609 à Régusse dans le Var (France)  et décédé le 24 février 1679 à Marseille, est un prêtre catholique jésuite français, missionnaire en Orient et Extrême-Orient. Il est un des fondateurs de la mission jésuite en Arménie (1646).

## Biographie
D'une ancienne famille de Provence, François Rigordi commence l'étude du latin, la géographie et l'histoire auprès de ses parents, avant d'être envoyé poursuivre ses études à Aix-en-Provence. Le 23 septembre 1626, à dix-sept ans, il entre dans la Compagnie de Jésus pour y fait son noviciat à Lyon. Après deux ans, il enseigne les humanités durant six années, tout en apprenant le grec et approfondissant ses connaissances en histoire et géographie. Il étudie la théologie et est ordonné prêtre probablement en 1639. 
Plusieurs fois il demanda à ses supérieurs d'être envoyé en mission outremer, ce qui, dans un premier temps lui fut refusé. Il est nommé à la chaire de philosophie, qu'il occupe pendant deux années. Son désir d'apostolat 'évangelisateur', fait cependant qu'il renouvelle sa demande.  
Ses supérieurs lui accordent finalement l'envoi outremer, au services des missions étrangères de la Compagnie de Jésus. S'embarquant au port de Marseille pour le Levant en novembre 1643, Rigordi œuvre notamment en Syrie, Arménie et Perse, où il supervise un petit groupe de jésuites à la recherche d’une autorisation pour ouvrir un centre apostolique à Ispahan pour la mission jésuite d'Arménie qui en est à ses débuts. Remontant le Golfe Persique par le détroit d'Ormuz et le port Bandar Abbas, il obtient du souverain perse le firman nécessaire en 1646, pour l'établissement d'une résidence jésuite à Ispahan. Voyageur dans l'âme il parcourt les déserts d'Arabie et se rend en Chaldée. Lors du voyage retour, Rigordi passe par l'Asie, l'Europe de l'Est, où il est reçu à la cour du roi de Pologne (qui l'avait aidé pour l'ouverture de la mission en Arménie) , et l'Italie. Il avait établi une résidence jésuite à Zulphed. 
Rentré à Marseille en 1646 pour raisons de santé, il met à jour la relation de son premier voyage en Perse et s'embarque à nouveau une fois rétabli, se rendant alors à Goa et l'Empire moghol (Mission jésuite de Moghol). Sa santé le contraint à revenir à Marseille, où il est nommé supérieur de la Maison de Sainte-Croix.
François Rigordi meurt dans la Maison Saint-Jacques, à Marseille, le 24 février 1679.

## Écrits
- Les remarques de l'Illustre Pèlerin, très-curieuses & très-importantes à la Géographie & à l'Histoire Sacrée & Profane, tirées sur ses divers voyages de Syrie, Mésopotamie, Babylone, Assyrie, Susianne, Parthie, Médie, Arménie, Mer Caspienne, Tartarie, Moscovie. Lyon, 1673 in-12
- Peregrinationes Apostolicæ, Marseille, 1652. En français: Une rareté géographique. Pérégrinations du P. F. Rigordi..., París, 1874.